# Ganga quadribande
Pterocles quadricinctus
Espèce
Statut de conservation UICN

 LC  : Préoccupation mineure
Le Ganga quadribande (Pterocles quadricinctus) est une espèce d'oiseaux appartenant à la famille des Pteroclidae.

## Répartition
Cet oiseau vit dans le Sahel, jusqu'en Abyssinie et le nord-ouest du Kenya. C’est un migrateur partiel et saisonnier, une partie des oiseaux remontant vers le nord à la saison des pluies.

## Habitat
Cet oiseau grégaire niche dans les milieux ouverts avec quelques arbres, tels que la savane et le maquis, et autres habitats similaires.

## Nidification

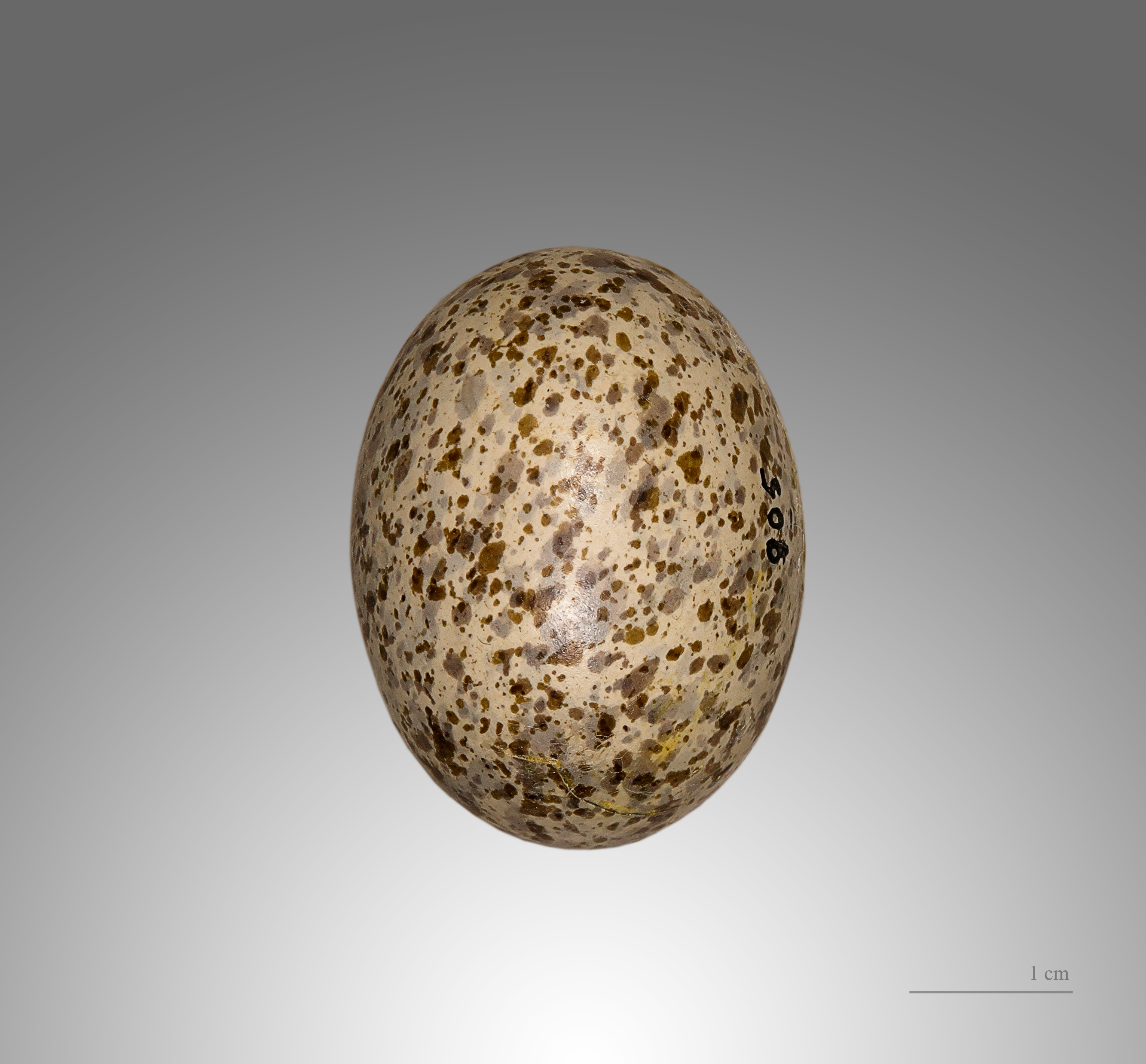
Œuf de Ganga quadribande - Muséum de Toulouse

Son nid est une dépression grattée à la surface du sol, dans laquelle sont pondus 2 ou 3 œufs chamois tachetés de brun. La couvaison est assurée par les deux parents.

## Description
Le ganga quadribande mesure de 25 à 28 cm de long. La tête, le cou et les parties supérieures sont vert-jaunâtre, avec le dos fortement marqué de brun. Le mâle porte sur le front des bandes noires et blanches ; d’autres bandes noires et blanches séparent la poitrine du ventre fortement barré. La femelle ne possède pas ces bandes sur la tête et la poitrine, et elle a le dos et les flancs densément barrés.
Ce ganga a une petite tête ressemblant à celle d’un pigeon, mais un corps robuste et compact. Ses longues ailes pointues sont grises par-dessous ; sa queue est courte.

## Comportement
Son vol est rapide et direct. Les groupes, surtout nocturnes, se rendent aux points d’eau dans la soirée.